# Greg Woodcroft
Gregory „Greg” Woodcroft (ur. 27 sierpnia 1970, zm. 17 kwietnia 2015) – kanadyjski zapaśnik w stylu wolnym. Olimpijczyk z Atlanty 1996, gdzie zajął ósme miejsce w kategorii 52 kg.
Trzeci w Pucharze Świata w 1993. Zdobył srebrny medal na mistrzostwach panamerykańskich w 1990 i igrzyskach frankofońskich w 1994 roku.
Brat zapaśnika i olimpijczyka Christophera Woodcrofta